# Joseph Küffner
Joseph Küffner (né le 31 mars 1776 à Wurtzbourg, mort le 9 septembre 1856 dans la même ville) est un compositeur allemand.

## Biographie
Joseph est le cinquième enfant de la famille de musiciens franconiens Küffner. Son père Wilhelm est un musicien et compositeur de la cour, sa mère Katharina la fille du maître de chapelle Johann Franz Georg Wassmuth. Les parents meurent tôt. Joseph doit prendre soin de lui-même et de ses deux frères et sœurs plus jeunes. Il gagne sa vie en tant qu'assistant musicien, violoniste et guitariste au sein de l'orchestre de la cour et se produit également en tant que soliste.
Autodidacte, il apprend à jouer de la flûte, de la clarinette, du trombone et du cor. En 1798, le prince-évêque Georg Karl von Fechenbach lui demande de réformer la musique militaire de Würzburg. Avec la sécularisation de l'évêché de Wurtzbourg en 1803 et son incorporation au royaume de Bavière, il perd temporairement son poste de musicien de cour. Küffner postule avec succès pour devenir professeur de musique au sein du bataillon d'infanterie légère bavarois "La Motte" et forme les musiciens militaires. Un an plus tard, il occupa le même poste au sein du 12e régiment d'infanterie de ligne bavarois "Löwenstein". Küffner compose des marches militaires en deux temps dans un rythme lent et rapide. Les partitions montrent 18 parties de vent et 2 percussions. En 1825, 36 compositions pour la musique militaire sont créées, dont trois ouvertures et 20 pots-pourris sur des thèmes tirés d'opéras très populaires d'Auber, Rossini et Carl Maria von Weber. Küffner devient ainsi le premier arrangeur allemand pour orchestre à vent.
Küffner, souffrant de la goutte, démissionne en 1825 de son poste de directeur de la musique militaire. Küffner n'a jamais été un soldat et n'a jamais porté l'uniforme. Jusqu'en 1811, les supérieurs militaires des musiciens militaires sont les tambours du régiment, de 1811 à 1818, les maîtres de musique au rang de sergent, dont Küffner assure également la formation musicale.
En tant que membre de l'orchestre de la cour royale de 1806 à 1814 du grand duc Ferdinand III de Toscane, Küffner compose principalement pour les instruments à cordes, mais aussi pour les instruments à vent. En accompagnement, il utilise souvent la guitare. Küffner compose plus de 360 œuvres, dont 36 pour la musique militaire.